# Ingrid Fleming
 Ingrid Fleming (* 3. Juni 1966 in Ballymena Nordirland) ist eine Biochemikerin, Pharmakologin und Hochschullehrerin an der Goethe-Universität Frankfurt am Main.

## Leben und Werk
Fleming studierte von 1984 bis 1988 Pharmakologie und Biochemie an der Aston University in Birmingham, wo sie einen Bachelor of Science erhielt und nahm von 1986 bis 1987 an einem Trainee‐Programm (Gastrointestinal Diseases Project) bei Beecham Pharmaceuticals Research Division in Harlow teil. Von 1988 bis 1991 forschte sie an der Universität Louis Pasteur in Straßburg, Frankreich, wo sie 1991 promovierte mit der Dissertation: Rolle der induzierbaren Stickstoffmonoxid-Synthase im septischen Schock („The role of inducible nitric oxide synthase in septic shock“). Anschließend arbeitete sie bis 1993 als Postdoktorandin am Institut für Angewandte Physiologie der Albert-Ludwigs-Universität Freiburg und war dann von 1993 bis 1999 Wissenschaftliche Mitarbeiterin am Institut für Kardiovaskuläre Physiologie an der Goethe-Universität Frankfurt am Main. 1999 habilitierte sie sich für Physiologie mit der Habilitationsschrift: Endothelial autacoid formation: Ca2+-dependent and -independent mechanisms. 2001 wurde sie zur Hochschuldozentin ernannt. 2003 lehnte sie einen Ruf auf eine C4‐Professur für Molekulare Medizin an der Technischen Universität München ab und wurde 2004 Universitätsprofessorin (C3) für Physiologie an Goethe-Universität Frankfurt am Main. 2007 erhielt sie einen Ruf auf eine Professur (Foundation Chair of Biomedical Sciences) an der University of Hull Medical School in England. Von 2007 bis 2008 war sie Geschäftsführende Direktorin des Zentrums für Physiologie an der Goethe-Universität Frankfurt am Main, wo sie seit 2008 Vorsitzende des Instituts für vaskuläre Signalübertragung und seit 2012 als Geschäftsführende Direktorin des Zentrums für Molekulare Medizin tätig ist. Von 2010 bis 2013 war sie Präsidentin der European Vascular Biology Organisation. Von 2018 bis 2021 ist sie Gastprofessorin an der Universität für Wissenschaft und Technik Zentralchina in Wuhan, China.
Ihre Forschung beschäftigt sich mit Mechanismen in Blutgefäßen und deren Rolle bei der Entstehung von Herz‐Kreislauf‐Erkrankungen und konzentriert sich auf die Aufklärung von Signalübertragungsmechanismen in der Gefäßwand, insbesondere im Endothel.

## Auszeichnungen
- 1988: Greenshield Prize for biochemistry
- 1996: Dr. Paul und Cilli Weill‐Stiftung für den wissenschaftlichen Nachwuchs, Goethe‐Universität Frankfurt

- 1999: Heinz Meise‐Preis der Deutschen Herzstiftung
- 1999: Servier‐Förderpreis der Gesellschaft für Mikrozirkulation und Vaskuläre Biologie
- 2000: Nitric Oxide Society Young Investigator Award
- 2002: Arthur-Weber-Preis der Deutschen Gesellschaft für Kardiologie – Herz‐ und Kreislaufforschung
- 2003: Schunk‐Preis für Humanmedizin der Justus-Liebig-Universität Gießen
- 2016: Aufnahme als Mitglied in der Sektion Physiologie und Pharmakologie/Toxikologie unter der Matrikel-Nr. 7688 in die Nationale Akademie der Wissenschaften Leopoldina
- 2018: Aufnahme als Mitglied in die Academia Europaea[1]
- 2022: Ernst-Jung-Preis